# Lectura veloz
La lectura veloz es una colección de métodos enfocados en aumentar considerablemente la velocidad media de lectura del practicante sin sacrificar con ello mucho de la comprensión lectora ni de la receptividad ya que esta información se queda luego de leer. Si bien algunas de las técnicas básicas y fundamentales para lograrlo corresponden a métodos para estudiar comunes y aceptados, existen muchas academias y cursos y literalmente cientos de procedimientos y técnicas diferentes en el mercado para los cuales realmente no existe ningún estudio científico serio e imparcial que avale su eficacia. 
Esto, sumado al hecho de que la gran mayoría de los supuestos cursos, métodos y técnicas de Lectura Rápida se respaldan en procedimientos pseudocientíficos, mitos comúnmente extendidos pero falsos, prácticas supuestamente ancestrales o exóticas, incomprensión sistemática del proceso mismo de la lectura desde el punto de vista neurocientífico o hechos ya de plano irreales; se pone en entredicho la verdadera utilidad del sistema, o cuando menos se hace cuestionable su resultado.
Ejemplos de ello son los que presuntamente persiguen la capacidad de usar el 90% del cerebro restante para mejorar la velocidad, la inteligencia o la concentración, según el extendido mito del 10%. Otros buscan y creen mejorar la velocidad lectora entrenando la velocidad de la visión o del ojo (ignorando que la lectura no es un proceso que ocurra dentro del fenómeno visual sino que es un complejísimo proceso cognitivo y neurológico del cerebro). 
También existe la creencia de que, por ejemplo, la lectura es un proceso de alguna forma indirecto que va de los ojos a la boca (explicando así la subvocalización), luego de la boca al oído interno y por último al cerebro, pretendiendo de este modo que al eliminar la subvocalización se mejorará el proceso de lectura (realmente al leer, la señal va directamente de la visión al cerebro y sólo toma significado cuando este la interpreta a través del procesamiento visual, por lo que la subvocalización es realmente un simple reflejo neurológico involuntario). Por último, algunos dicen ser capaces de activar o usar durante el proceso de lectura regiones del cerebro que normalmente no intervienen de manera significativa en ella, procedimiento que jamás ha sido registrado ni comprobado científicamente ni se tiene por cierto que sea posible, ya sea a través de estudios con EMT o IRMf.
En el contexto de la Lectura Rápida, la velocidad de lectura suele medirse en Palabras por Minuto (PPM), una medida no oficial ni reconocida por las ciencias de la educación, ni dentro de la ciencia de la cognición ni de la lingüística, y en cualquier caso inexacta debido a que, lógicamente, no todas las palabras tienen la misma longitud, complejidad semántica ni determinación, y mientras palabras como sintagmas nominales, sustantivos o verbos suelen tener morfemas, una composición, una categoría léxica, mayor extensión, etc.; otras palabras como artículos y determinantes suelen ser cortos y su significación está en función de aquello que determinan, por lo que las PPM parecen carecer de objetividad metodológica. No obstante, las supuestas técnicas de Lectura Rápida a menudo hacen propaganda de ofrecer determinada velocidad de PPM o de multiplicar la velocidad de lectura regular del individuo.

## Historia
Durante la Primera Guerra Mundial muchos pilotos perdían segundos vitales durante combate al tratar de distinguir si el avión que se aproximaba era del bando propio o del enemigo. En respuesta a ello se ideó el llamado "método taquitoscópico", que consistía en mostrar aviones en una pantalla[cita requerida] durante pocos segundos para adiestrar a los pilotos a distinguirlos. Gradualmente se aumentaba la cantidad de imágenes que se proyectaban cada vez y se reducía el tiempo de exposición. Esta idea fue tomada por los primeros cursos de lectura veloz, cada vez más palabras en una carro y reduciendo progresivamente el tiempo de exposición.
Sin embargo, si se usa solamente este método, las personas tienden a volver a su velocidad de lectura habitual, ya que en realidad no se ha desarrollado una nueva habilidad lectora. El incremento en la velocidad de lectura observado en los comunitarios que emplearon el método taquitoscópico se debió probablemente a la motivación.
Tiempo después, en los años sesenta, se descubrió que con un entrenamiento adecuado los ojos aprenden a moverse más rápido, con lo cual aumenta la cantidad de palabras que es posible decodificar cada hora.

## Técnicas y Métodos de Lectura Veloz
La lectura veloz es un conjunto de técnicas y habilidades que se aplican para aumentar la velocidad de lectura, sin sacrificar la comprensión y retención de la información. Aunque existen diferentes métodos y técnicas, todos tienen en común el objetivo de reducir el tiempo que se emplea en la lectura sin disminuir la calidad de la misma.
Uno de los métodos más populares de lectura veloz es la técnica de subrayado, que consiste en identificar las ideas principales de un texto y destacarlas mediante líneas, resaltadores o anotaciones. Esta técnica permite una lectura más rápida, ya que se enfoca en las partes más importantes del texto, en lugar de leerlo completo palabra por palabra.
Otra técnica común de lectura veloz es la lectura en diagonal, que implica mover los ojos de izquierda a derecha y de arriba a abajo a través de las páginas de un libro o documento, saltando palabras y frases que no sean importantes. Esto permite una lectura más rápida, aunque se corre el riesgo de perder información importante si se salta demasiado.
La lectura global es otra técnica que se utiliza en la lectura veloz y que implica leer grupos de palabras o frases enteras en lugar de leer palabra por palabra. Esta técnica se enfoca en la comprensión global del texto, en lugar de la comprensión detallada de cada palabra.
La lectura en zigzag es otra técnica que consiste en leer en diagonal, pero en una dirección zigzagueante, de modo que se cubra todo el texto. Esta técnica ayuda a mantener el enfoque y la atención en el texto.
Existen muchos otros métodos y técnicas de lectura veloz, como la lectura en línea, la lectura en forma de V, la lectura por grupos de palabras, entre otras. Cada una de estas técnicas tiene sus ventajas y desventajas, y la elección de una u otra dependerá del tipo de texto, del objetivo de la lectura y de las habilidades del lector.

## Nuevo paradigma en la lectura rápida
Como todos los procesos de aprendizaje ya sean técnicos o de la vida diaria, la lectura rápida se convierte también en nuevo paradigma que es necesario practicarlo con lapso mínimo de noventa días para que se convierta científicamente en un nuevo hábito personal.
No obstante lo anterior al iniciar con el proceso de aprendizaje de lectura rápida, en la "escuela de lectura súper rápida", las ideas y pensamientos de la persona que está convencida de no poder leer de manera eficiente y no comprender lo leído, cambian de manera instantánea y esto es un paso a la creación de una nueva forma de leer.
La sub-utilización de los sistemas y pensamientos que poseemos son los que deben cambiarse, los sistemas educativos han sido diseñados para hacer que los proceso de lectura sean lentos, de ahí que las evaluaciones en los colegios y escuelas públicas son deficientes.
Es necesario cambiar los sistemas de enseñanza para mejorar el conocimiento de las personas.
(tomado de la escuela de lectura súper rápida, San Salvador, El Salvador, América Central).
Aun así, se han encontrado diversos casos de personas que abandonan el curso, pues dicen que este toma demasiado tiempo, es muy repetitivo y los ejercicios son aburridos.

## Software

Ejercicio para entrenar la lectura rápida.

Existen programas computacionales que pretenden ayudar a instruir a los estudiantes en la lectura rápida. El programa de lectura rápida Vortex fue una de las primeras aplicaciones, pero era estrictamente una herramienta de productividad –un programa que sólo presentaba el texto de una palabra a la vez–. Los lectores debían enfocarse en el centro de la pantalla, sin mover los ojos como lo harían durante la lectura de texto normalmente. 
Diversos programas de lectura rápida utilizaron un enfoque diferente. Estos programas presentaban los datos como una secuencia serial, ya que el cerebro se ocupa del texto más eficientemente dividiéndolo en esa secuencia antes de analizarlo e interpretarlo.
Recientemente se han mejorado mucho los programas que son totalmente por internet. Estos programas de lectura avanzada por Internet ahora son muy dinámicos y eficientes. La tecnología ha avanzado a pasos agigantados por lo que los diferentes softwares han permitido contar con ejercicios de lectura rápida muy eficientes imposibles de replicar en forma presencial.